# جيمس غارلاند
جيمس غارلاند (بالإنجليزية: James Garland)‏ هو قاضي ومحامي وسياسي أمريكي، ولد في 6 يونيو 1791 في شارلوتسفيل في الولايات المتحدة، وتوفي في 8 أغسطس 1885 في لينشبرغ في الولايات المتحدة. حزبياً، نشط في الحزب الديمقراطي. وقد انتخب عضو مجلس نواب الولايات المتحدة عن ولاية فرجينيا وانتخب عضو مجلس النواب الأمريكي.